# Дмитров, Нестор
Нестор Дмитров ((укр. Нестор Дмитрів; 12 ноября 1862, Утешков, Золочевский повят, Королевство Галиции и Лодомерии, Австрийская империя — 27 мая 1925, Элизабет, Нью-Джерси) — украинский греко-католический священник, создавший ряд приходов УГКЦ в Канаде. 
Родился в Австро-Венгрии, в селе Жеребки (Галиция), изучал теологию в Лемберге. Рукоположен в священники в 1894 архиепископом Сильвестром. В 1895 году эмигрировал в США и поселился в Пенсильвании (Маунт-Кармел). С 1895 по 1897 год редактировал американскую украиноязычную газету Свобода. В 1897-1898 гг, по просьбам украинских эмигрантов, посетил Канаду, где основал ряд греко-католических приходов: Трембовля и Эдна-Стар, где ныне располагается музей Калина-Кантри. О посещении украинских общин Западной Канады (от Виннипега до Эдмонтона) он впоследствии написал статью "Канадская Русь" (Канадійська Русь).
В 1899 вернулся в США, где принимал участие в работе "Руського народного соборе" (Ruthenian National Union), впоследствии (с 1914 года) переименованного в "Украинский народный собор".

## Примечание
1. 1 2  University of Toronto, Laval University Dictionary of Canadian Biography, Dictionnaire biographique du Canada (англ.) / G. Brown, D. Hayne, F. Halpenny, R. Cook, J. English, M. Trudel, A. Vachon, J. Hamelin — UTP, Presses de l'Université Laval, 1959. — ISSN 0420-0446; 0070-4717
2. 1 2  University of Toronto, Laval University NESTOR DMYTRIW // Dictionary of Canadian Biography, Dictionnaire biographique du Canada (англ.) / G. Brown, D. Hayne, F. Halpenny, R. Cook, J. English, M. Trudel, A. Vachon, J. Hamelin — UTP, Presses de l'Université Laval, 1959. — ISSN 0420-0446; 0070-4717
3. 1 2 3 4 5  Чешская национальная авторитетная база данных